# Kuresoo (sumpmark)
Kuresoo är en sumpmark i Estland.   Den ligger i landskapet Ida-Virumaa, i den centrala delen av landet, 120 km öster om huvudstaden Tallinn.